# Ploceus rubiginosus
El tejedor castaño (Ploceus rubiginosus) es una especie de ave paseriforme de la familia Ploceidae. Está ampliamente distribuido en África, encontrándose en Angola, Botsuana, Eritrea, Etiopía, Kenia, Namibia, Somalia, Sudán, Tanzania y Uganda.

## Subespecies
Se reconocen las siguientes subespecies:
- Ploceus rubiginosus trothae
- Ploceus rubiginosus rubiginosus